# Gregorio Peces-Barba Martínez
Gregorio Peces-Barba Martínez (Madrid, 13 de gener de 1938 – Oviedo, 24 de juliol de 2012) fou un advocat, polític i professor universitari espanyol, considerat un dels Pares de la Constitució i que fou President del Congrés dels Diputats entre 1982 i 1986.

## Biografia
Va néixer el 13 de gener de 1938 a la ciutat de Madrid. Després de cursar el batxillerat al Liceu Francès de Madrid, es va llicenciar en Dret a la Universitat Complutense de Madrid i es va doctorar cum laude amb una tesi sobre el pensament social i polític de Jacques Maritain. Posteriorment amplià els seus estudis a la Universitat d'Estrasburg, on es llicencià en Dret comparat.
Des de l'any 1986 ha centrat els seus esforços en la creació de la Universitat Carles III de Madrid, amb el propòsit de crear una universitat pública de qualitat en els municipis del sud de Madrid (Getafe i Leganés). Va presidir al juny de 1989 la comissió rectora de la universitat, sent escollit el seu primer rector, càrrec que ha tingut fins al 2007.
Va morir amb 74 anys el 24 de juliol de 2012 a Oviedo, on ja feia dies que estava ingressat.

## Activitat professional
De tornada a Espanya va participar, entre 1963 i 1975, com a advocat defensor en nombrosos processos davant el desaparegut Tribunal d'Ordre Públic (TOP) i en diversos consells de guerra, distingint-se en la seva defensa dels drets humans i de la democràcia com a forma de govern per a Espanya.
La seva activitat com a jurista li va costar l'any 1971 ser detingut per la policia franquista i suspès de l'exercici de l'advocacia durant diversos mesos. Va simultanejar la seva activitat com advocat amb la de professor de filosofia del dret a la Complutense de Madrid.

## Activitat política
L'any 1963 va participar en la fundació, juntament amb altres intel·lectuals com Joaquín Ruiz-Giménez, de la revista Cuadernos para el Diálogo ("Quaderns per al Diàleg"). Quan aquest fundà posteriorment Izquierda Democrática, un grup d'orientació democristiana, Peces-Barba s'uní a ell.
L'any 1972 es va afiliar al Partit Socialista Obrer Espanyol (PSOE), encara en clandestinitat. En les eleccions generals de 1977 fou escollit diputat al Congrés dels Diputats per la província de Valladolid, esdevenint un dels redactors de la Constitució Espanyola aprovada en referèndum el 6 de desembre de 1978.
Escollit novament diputat en les eleccions de 1979 i 1982, any en el qual el PSOE va arribar al poder gràcies amb la majoria absoluta aconseguida (202 diputats sobre 350). Seguidament el novembre d'aquell any fou escollit President del Congrés dels Diputats amb 338 vots a favor, 8 en blanc i cap en contra. Va ostentar el càrrec només durant la II Legislatura (1982-1986), ja que l'any 1986 va decidir no tornar a presentar-se com a candidat a diputat i retornar així a la vida acadèmica.
El 17 de desembre de 2004 va ser nomenat Alt Comissionat per al Suport a les Víctimes del Terrorisme pel Consell de Ministres, un càrrec de nova creació, amb rang de Secretari d'Estat que ha coordinar l'acció de diversos ministeris. Durant la seva estapa al capdavant d'aquesta Secretaria d'Estat ha sofert fortes crítiques per part del PP i de l'Associació de Víctimes del Terrorisme (AVT), sent acusat de representar al govern i no a les víctimes, fonamentalment per no assistir a algunes manifestacions convocades per la AVT. Peces-Barba ha argumentat que, per pura coherència, el seu càrrec li impedeix manifestar-se en contra del mateix govern del qual forma part i de la seva pròpia persona. A més afirma que pel seu càrrec de coordinador no ha prendre partit per unes víctimes solament. Per això afirma que només anirà a convocatòries unitàries.
El 27 d'octubre de 2011, en el marc d'un congrés per a advocats celebrat a Cadis, va realitzar unes declaracions altament polèmiques en les quals va afirmar que "Si el Comte-Duc d'Olivares hagués triat Portugal en comptes de Catalunya, n'hauríem sortit guanyant", i en referència a l'augment de l'independentisme català, afegí: "No sé quants cops es va haver de bombardejar Barcelona. Em sembla que aquesta vegada la situació es resoldrà sense haver-ho de fer". Els advocats catalans assistents a la conferència de Peces-Barba van plantar-lo en senyal de protesta, a la qual cosa va replicar: "Deixeu que se'n vagin els que se n'hagin d'anar." Més tard va afirmar que tot plegat es tractà d'una simple broma. El mateix dia, en una posterior entrevista radiofònica a la Cadena SER, va disculpar-se tot afegint que els catalans "hauríeu de fer-vos mirar el sentit de l'humor" i va recomanar "no ser tan susceptibles", dirigint-se a l'entrevistadora Gemma Nierga, periodista catalana.